# Vlagyimir Jakovlevics Sainszkij
Vlagyimir Jakovlevics Sainszkij (oroszul: Владимир Яковлевич Шаинский; Kijev, 1925. december 12. – San Diego, Kalifornia, 2017. december 25.) szovjet-orosz zeneszerző.

## Életpályája
Sainszkij Kijevben született, zsidó családba 1925-ben. 1936-ban a kijevi zeneiskola tanulója lett, ahol hegedülni tanult. Tanulmányait azonban a második világháború szakította meg, amikor családja az Üzbég Szovjet Szocialista Köztársaságban levő Taskentbe menekült. A taskenti konzervatóriumban folytatta tanulmányait míg 1943-ban besorozták a Vörös Hadseregbe.
A háború után a moszkvai konzervatóriumba iratkozott be, zenekari fakultásra, és 1949-ben hegedűszólistaként végzett. Az 1950-es években Sainszkij Leonyid Utyoszov zenekarában játszott, fiatalokat tanított és számos tánczenekari együttesnek dolgozott mint zeneszerző és zenei vezető. Az 1960-as években a Bakui Zeneakadémián tanult a zeneszerzés szakon.
Első művei vonósnégyesek voltak 1963-ban a bakui tanulmányai során és egy 1965-ben írt szimfónia. Negyvenévnyi munkája során zeneszerzőként számtalan gyermekeknek szóló zenét szerzett. Ő szerezte a zenéjét számos népszerű rajzfilmnek, bábfilmnek, mint amilyen a Cseburaska, Katyerok (A kis hajó) és Kroska Jenot (A csöpp mosómedve); filmeknek, mint például a Zavtrak na trave (Reggeli a füvön), Anyiszkin i Fantomasz (Anyiszkin és Fantomas), I sznova Anyiszkin (És újra Anyiszkin), Skolnij valsz (Iskolai keringő), Finyiszt – Jasznij Szokol (Finyiszt, a fénylő sólyom); musicaleknek és még egy operának is. Számos népszerű dal szerzője, mint amilyen a Igyot szoldat po gorodu (Megy a katona. a városon át), Ugolok Rosszii (Oroszország kis zuga), Berjoza belaja (Fehér nyírfa), Ulibka (Mosoly), Oblaka (Felhők), Propala szobaka (Elveszett egy kutya), Peszenka krokogyila Geni (Gena krokodil dala).
Sainszkij ezen túl számos jiddis nyelvű dalt írt melyek a mai napig népszerűek a klezmer együttesek előadásaiban.
Vlagyimir Sainszkij számos díjat kapott, a legfontosabbak között a Szovjetunió Állami Díját (1981), az Orosz Köztársaság népművésze díját (1986), a Barátság Érdemrendet (1996) és számos orosz (előtte szovjet) „Az év dala” díjat 1971-től kezdve.